# ماريون أندروود
ماريون أندروود (بالإنجليزية: Marion Underwood)‏ هي عالمة نفس أمريكية وعميدة كلية الصحة والعلوم الإنسانية في جامعة بيردو منذ 1 آب/أغسطس في عام 2018. هي زميلة في جمعية العلوم النفسية وباحثة رائدة في مجال العنف الاجتماعي.

## مهنة
تخرجت أندروود من كلية ويلسلي في عام 1986 وحصلت على الدكتوراه في علم النفس السريري من جامعة ديوك في عام 1991. التحقت بالكلية في جامعة ريد في عام 1991 حيث حصلت على منصب الرئاسة.\ كان لديها العديد من الأدوار في جامعة تكساس في دالاس وذلك منذ عام 1998 إلى عام 2018. شغلت أندروود منصب عميد قسم الدراسات العليا من عام 2015 حتى عام 2018.
تلقت أبحاث أندروود التمويل من قبل المعاهد الوطنية للصحة منذ عام 1995. درست كل ما يتعلق بالعنف الاجتماعي (المعروف أيضًا باسم العدوان العلائقي) لدى الأطفال والمراهقين وكذلك استخدام المراهقين لوسائل التواصل الاجتماعي والرسائل النصية وأشكال الاتصال الرقمية الأخرى. عُرض عملها على العديد من المنصات الاعلامية مثل قناة سي إن إن وصحيفة ذا نيويورك تايمز وذا أتلانتيك والعديد من المجلات الأخرى.

## مشروع بلاك بيري
أجرت أندروود دراسة طويلة الأمد ضمن مشروعها الخاص، وقدمت بعضًا من أجهزة بلاك بيري الخلوية بشكل مجاني إلى طلاب الصف التاسع كجزء من خطة تنفيذ هذا المشروع. كان هدفها بذلك هو الحصول على إذن لدراسة الرسائل النصية التي يرسلها المراهقين والمراهقات في حياتهم اليومية. وجدت أندروود أن متوسط إرسال كل طالب هو 1,321 رسالة نصية شهريًا (حوالي 43 رسالة في اليوم). وجدت هي وزملاؤها أيضًا أن أقل من 2٪ من الرسائل النصية تحتوي على محتوى معادي للمجتمع (مثل انتهاك القواعد أو تعاطي المخدرات أو الاعتداء الجسدي أو جرائم الملكية). تضمنت العديد من الرسائل النصية مراهقين يبعثون رسائل التشجيع والتحفيز وتقديم الدعم.

## أعمال مختارة

### مقالات
- مقالة بعنوان "مشروع بلاك بيري: العالم الغامض للرسائل النصية عند المراهقين والعلاقات مع الأعراض الداخلية"، ونُشرت هذه المقالة في عام 2015.
- مقالة بعنوان "قوة وعناء التواصل الرقمي لدى المراهقين: التضحية عبر الإنترنت وأخطار التلصص عبره. نُشرت هذه المقالة في عام 2017.
- مقالة بعنوان "إرسال واستقبال رسائل نصية ذات محتوى جنسي: العلاقات بين النشاط الجنسي المبكر واضطراب الشخصية بما يتعلق بالمراهقة المتأخرة"، ونُشرت أيضًا في عام 2017.

### كتب
- كتاب العنف الاجتماعي بين البنات (سلسلة غيلدفورد حول التطور الاجتماعي والعاطفي)، والذي نُشر في 10 نيسان/أبريل من عام 2003.
- كتاب التطور الاجتماعي: العلاقات البشرية في مرحلة الطفولة والمراهقة. نُشر هذا الكتاب في 19 أيلول/سبتمبر في عام 2013.